# 인플레이션
경제학에서 인플레이션(inflation, 문화어: 인플레이숀) 또는 물가상승(物價上昇)은 한 국가의 재화와 용역의 전반적인 물가가 지속적으로 상승하는 경제상태를 말한다. 물가상승과 같은 의미의 단어로 조용(刁踊), 고등(高騰), 등귀(騰貴), 앙등(昂騰)이 있다. 이는 동시에 해당 국가의 통화가치 하락과 구매력의 약화현상을 가져온다. 인플레이션의 주요원인으로는 유통되는 통화공급의 증가 등이 있으며, 구체적인 원인을 바라보는 관점은 경제학파별로 차이가 있다. 또, 인플레이션은 통화의 팽창뿐 아니라 소비자 투자, 재정지출 등 수요 확대에 의하여 생긴다. 이것은 그러한 부문에서의 초과수요를 통하여 물가의 상승이 촉진되기 때문이다. 인플레이션율을 결정하는 중요한 지표중의 하나는 종합물가지수(소비자종합물가지수)이다. 이것이 단위시간당 얼마나 변하는지가 인플레이션이 결정되는 요소이다.

2022년 4월 (IMF)

인플레이션은 경제에 여러 가지 방향으로 긍정적 혹은 부정적인 영향을 준다. 인플레이션의 부정적인 영향으로는 돈을 저축하는 것에 대한 기회비용이 증가한다는 것이 있다. 미래의 인플레이션 증가의 불확실성은 투자 및 저축의욕을 저하시킬수 있다. 그리고 인플레이션율이 충분히 높다면 소비자들이 물가상승에 대비하여 생필품을 비축(사재기)할 것이기 때문에 물자부족 현상이 발생할 것이다. 인플레이션의 긍정적인 영향으로는 중앙은행이 실질 금리를 조정할 수 있도록 보장함(경기 침체를 완화하기 위함)과 동시에 비 화폐 자본 프로젝트에 대한 투자를 장려한다는 것이다.

## 역사
스페인이 아메리카를 발견하면서 그 곳에 있는 귀금속들이 유럽으로 운송되었다. 1547년부터 1660년 사이 은 1만 8000톤과 금 200톤이 아메리카에서 스페인으로 유입되었고 스페인의 왕은 이들 귀금속으로 그의 외채를 상환했으며 전쟁 경비를 충당했다. 그는 이탈리아 프랑스, 영국 등의 상인들에게서 물건을 구입하면서 방대한 양의 귀금속이 유럽에 퍼져나갔다. 유럽에서 귀금속이 풍부해지면서 물가가 상승했다. 서유럽에서 16세기 중엽에서 16세기 말 사이에 밀 가격이 4배 올랐고 스페인에서는 16세기 초에서 17세기 초 사이에 3~4배, 이탈리아에서 1520년과 1599년 사이에 3.3배, 영국에서는 16세기 1/4분기와 4/4분기 사이에 2.6배, 프랑스는 2.2배로 상승했다. 이와 동시에 화폐와 물가에 대한 숙고와 논의가 전개되었다. 앙주 출신의 법률가 장 보댕이 화폐와 물가의 관계에 대해 규명하면서 인플레이션을 처음으로 명명하게 된다.
인플레이션이라는 용어는 미국의 남북전쟁 때의 불환지폐(不換紙幣)의 남발에서 유래됐다. 당시 전비조달의 방법으로서 조세징수, 공채모집을 할 수 없었으므로 녹배지폐(錄背紙幣=green back)라 불리는 불환지폐를 남발하여 이에 충당하였기 때문에 통화가 사회의 수요량과는 관계없이 팽창하여 그 상태가 마치 공기를 봉지에 불어 넣어 이를 팽창시킨 것과 비슷하였기 때문에 인플레이션이라는 이름이 생겼다. 인플레이션의 역사적 의미는 이와 같이 불환지폐의 남발에 유래하나 일반적으로는 인플레이션이란 사회의 화폐수요량에 대해 화폐의 공급이 상대적으로 지속적 팽창을 하고 그에 따라서 물가가 등귀하여 가는 현상을 의미하는 것으로 해석된다. 그러나 그것만으로는 어느 정도의 화폐증발(貨幣增發)에 의한 물가등귀가 인플레이션이 되는가 명확치 않다. 이 점을 명백히 한 것은 케인스이다. 케인스는 『일반이론』에서 완전고용으로 된 이후에 있어서 화폐가 증발된 경우에 생산량은 그 이상으로 증가하지 않고 물가만이 상승한다고 설명하고 이 현상이 진정한 인플레이션이라고 하였다. 보다 엄밀하게 말하면 인플레이션이란 노동이 완전고용되고 또 자본도 완전이용의 상태에 놓여 있을 때를 말한다. 이것은 단기적으로는 인플레이션의 일반적 정의였으나 최근에는 생산비(주로 임금)의 증대에 기인하는 코스트 인플레이션이라는 현상이 나타났기 때문에 이와 구별하기 위해 수요증대에 수반하는 물가를 디멘드 인플레이션(수요 인플레이션)이라고 부르게 되었다.

## 유형
발생하는 원인에 따라서 성격이나 현상에 다소 차이가 있다. 필요한 화폐량보다 지폐를 많이 발생함으로써 일어나는 현상을 지폐 인플레이션이라고 한다. 은행의 대출 증가로 물가가 오르는 상태, 즉 은행이 과도한 대출을 하여 기업의 과잉투자 분위기를 조성할 때 일어나는 것을 신용인플레이션이라고 한다. 또 국제수지의 지불초과로 인하여 수환율이 급작스럽게 오르고 수입품의 가격이 폭등함에 따라 국내 물가도 동반상승하는 현상을 환 인플레이션이라고 한다. 수요의 증대에 따른 인플레이션을 수요인플레이션이라 부른다. 코스트의 상승에 물가상승의 원인을 돌리는 것은 코스트 인플레이션으로 부른다.

## 같이 보기
- 스태그플레이션
- 디플레이션
- 초인플레이션
- 애그플레이션
- 관성 인플레이션
- 슈링크플레이션

## 문제점
- 화폐개혁의 원인이 된다.